# Тићи
Тићи су насељено мјесто града Врбовског, у Горском котару, у Приморско-горанској жупанији, Република Хрватска.

## Географија
Тићи се налазе око 8 км сјеверозападно од Врбовског.

## Становништво
Према попису становништва из 2011. године, насеље Тићи је имало 48 становника.
| Националност       | 1991. | 1981. | 1971. | 1961. |
| Срби               | 48    | 41    | 57    | 73    |
| Југословени        | 8     | 9     |       | 1     |
| Хрвати             | 6     | 1     | 4     | 3     |
| остали и непознато | 1     |       | 1     | 1     |
| Укупно             | 63    | 51    | 62    | 78    |

| Демографија | Демографија | Демографија |
| Година      | Становника  | Становника  |
| ----------- | ----------- | ----------- |
| 1961.       | 78          |             |
| 1971.       | 62          |             |
| 1981.       | 51          |             |
| 1991.       | 63          |             |
| 2001.       | 39          |             |
| 2011.       |             | 48          |